# قائمة الهجمات الصاروخية الفلسطينية على إسرائيل 2014
فيما يلي قائمة مفصلة بالهجمات الفلسطينية بالصواريخ وقذائف الهاون الفلسطينية على إسرائيل في عام 2014. انطلقت جميع الهجمات من قطاع غزة، ما لم يُذكر خلاف ذلك. للحصول على معلومات تتعلق بالصراع الأوسع، انظر الصراع العربي الإسرائيلي والصراع الإسرائيلي الفلسطيني. ولا تشمل هذه القائمة تقارير عن سقوط قتلى وجرحى جراء هجمات حماس الصاروخية وقذائف الهاون التي سقطت داخل غزة.
في المجموع، أسفرت جميع الصواريخ التي أُطلقت على إسرائيل في عام 2014 عن مقتل 8 أشخاص وإصابة 60 آخرين. وقعت جميع الوفيات أثناء الحرب على غزة 2014.
في 5 آذار / مارس، اعترضت البحرية الإسرائيلية سفينة في البحر الأحمر زعمت إسرائيل أنها تحتوي على عشرات الصواريخ بعيدة المدى مُهربة من إيران إلى قطاع غزة.
في 10 آذار / مارس، كشفت حماس، الجماعة الإسلامية الفلسطينية التي تسيطر على قطاع غزة، عن نصب تذكاري لهجماتها الصاروخية على المدن والبلدات الإسرائيلية، وهو نموذج بالحجم الطبيعي لصاروخ إم-75 في مدينة غزة. وأعلنت المجموعة أن الهجمات «نجحت في نقل المعركة إلى قلب الكيان الصهيوني».
في 23 أبريل، وقعت فتح وحماس اتفاق مصالحة.
في يوليو، زاد عدد الهجمات الصاروخية التي أُطلقت باتجاه إسرائيل من غزة بشكل كبير. أُطلق ثمانين صاروخًا في 7 يوليو. في اليوم التالي، شنت إسرائيل الحرب على غزة.
برزت القوة الصاروخية لحماس في الحرب على غزة عام 2012 والتي أطلقت عليها إسرائيل وقتها "عامود السحاب"، حيث كشفت حماس لأول مرة عن صاروخ إم 75 بعيد المدى والذي بموجبه قصفت العمق الإسرائيلي وخاصة مدينة القدس المحتلة. وأطلقت كتائب عز الدين القسام الجناح العسكري لحركة المقاومة الإسلامية (حماس) عشرة صواريخ من نوع "جعبري 80" على تل أبيب. وأخرى بلغت لأول مرة مدينة حيفا

## ملخص
هذا جدول جزئي يلخص محتوى المقالة أدناه.

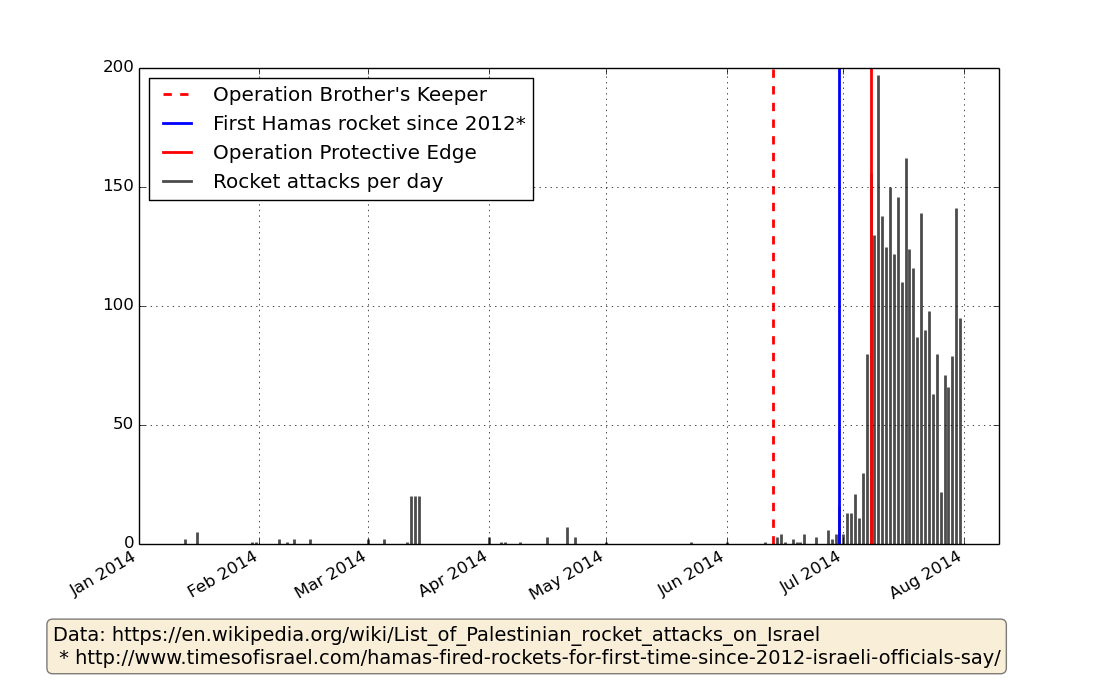
رسم بياني للهجمات الصاروخية الفلسطينية على إسرائيل في اليوم، 2014

| شهر     | إطلاق الصواريخ | إطلاق الصواريخ | تأثير الصواريخ | تأثير الصواريخ | هجمات إسرائيل | هجمات إسرائيل |
|         | صواريخ         | مدافع الهاون   | قتلى           | مصابون         | قتلى          | مصابون        |
| ------- | -------------- | -------------- | -------------- | -------------- | ------------- | ------------- |
| يناير   | 22             | 4              |                |                |               |               |
| فبراير  | 9              |                |                |                |               |               |
| مارس    | 65             | 1              |                | 1              | 1             |               |
| أبريل   | 19             | 5              |                |                |               |               |
| يمكن    | 4              | 3              |                |                |               |               |
| يونيو   | 62             | 3              |                | 6              |               |               |
| يوليو   | 2٬874          | 15             | 6              | 34             | 1٬122         | 7٬800         |
| أغسطس   | 950            |                | 2              | 19             | 540           | 1٬913         |
| المجموع | 4005           | 31             | 8              | 60             | 1٬663         | 9713          |

## يناير
في يناير، حسب الشاباك أطلق الفلسطينيون 22 صاروخًا وأربع قذائف هاون على إسرائيل في 19 هجوما منفصلا. أُطلق صاروخين من سيناء.

لكن التقارير الصحفية ذكرت الهجمات التالية فقط:
| التاريخ 2014 | إطلاق الصواريخ | آثار الصواريخ في إسرائيل | ملحوظة |
| 13 يناير     | 2              | 2                        | [ 15 ] |
| 16 يناير     | 5              | 0                        | [ 15 ] |
| 30 يناير     | 1              | 1                        | [ 16 ] |
| 31 يناير     | 1              | 0                        | [ 17 ] |

13 يناير
أُطلق صاروخين باتجاه صحراء النقب الشمالي، بالقرب من سديروت. ولم ترد أنباء عن وقوع اصابات أو أضرار.
16 يناير
في الثانية صباحًا، أطلقت خمسة صواريخ باتجاه إسرائيل. تصدت القبة الحديدية جميع الصواريخ التي كانت ستضرب عسقلان. ولم يُبلّغ عن وقوع إصابات أو أضرار.
30 يناير
انفجر صاروخ في منطقة غير مأهولة تابعة لمجلس سدوت النقب الإقليمي. ولم يُبلّغ عن وقوع إصابات أو أضرار.
31 يناير
أُطلق صاروخ من شبه جزيرة سيناء باتجاه إيلات. اعترضت القبة الحديدية الصاروخ. وأعلن أنصار بيت المقدس مسؤوليتهم عن الإطلاق.

## شهر فبراير
في فبراير، أطلق فلسطينيون تسعة صواريخ على إسرائيل في سبع هجمات منفصلة.
لكن التقارير الصحفية ذكرت الهجمات التالية فقط:
| تاريخ     | أطلقت الصواريخ | آثار الصواريخ في إسرائيل | ملحوظة        |
| 6 فبراير  | 2              | مجهول                    | [ 18 ] [ 19 ] |
| 8 فبراير  | 1              | مجهول                    | [ 20 ]        |
| 10 فبراير | 2              | مجهول                    | [ 21 ] [ 22 ] |
| 14 فبراير | 2              | مجهول                    | [ 23 ]        |

6 فبراير
انطلقت صفارة الإنذار الحمراء في عسقلان لتنبيه السكان بإطلاق صاروخ من غزة، تلاه انفجار.
وانفجر صاروخ آخر أُطلق من قطاع غزة في مجلس إشكول الإقليمي. ولم يُبلغ عن وقوع إصابات أو أضرار.
8 فبراير
دقت صفارة الإنذار الحمراء في مجالس شاعر هنيغف وسدوت النقب الإقليمية. سقط صاروخ في منطقة مفتوحة في شاعر هنيغف. ولم ترد أنباء عن وقوع اصابات أو أضرار.
10 فبراير
أطلق فلسطينيون صاروخًا على مجلس ساحل عسقلان الإقليمي [الإنجليزية]، مما أدى إلى إطلاق صفارات الإنذار. وفي الليل أُطلق صاروخ ثان باتجاه نفس المنطقة. ولم يُبلّغ عن وقوع إصابات أو أضرار. وردت إسرائيل بضربة جوية على ما تدعيه منصة إطلاق صواريخ تحت الأرض في وسط قطاع غزة.
14 فبراير
في المساء، أطلق نشطاء فلسطينيون صاروخين على إسرائيل. سقط أحدهما في مجلس ساحل عسقلان الإقليمي [الإنجليزية]، والآخر في مجلس إشكول الإقليمي. ولم يُبلّغ عن وقوع إصابات أو أضرار.

## مارس
في آذار، أطلق فلسطينيون 65 صاروخا وقذيفة هاون في 23 هجوما.
1 مارس
سمع دوي انفجارات مدوية في الليل على جبل الشيخ. وقام جيش الاحتلال الإسرائيلي بتفتيش المنطقة وعثر على بقايا صاروخين بالقرب من موقع للجيش الإسرائيلي. ولم يُبلّغ عن وقوع إصابات أو أضرار.
3 مارس
قُتل مصعب موسى الزعانين (25 عاما)، ناشط من حركة الجهاد الإسلامي، في غارة جوية إسرائيلية على بيت حانون شمال قطاع غزة وذكر الجيش الإسرائيلي أن الضربة «نفذت من أجل القضاء على هجوم وشيك يستهدف مجتمعات مدنية في جنوب إسرائيل».
5 مارس
أطلق فلسطينيون صاروخًا باتجاه مجلس شاعر هنيغف الإقليمي، ما أدى إلى إطلاق صفارات الإنذار في المجتمعات المحلية. وسقطت القذيفة داخل قطاع غزة. وبعد حلول الظلام أُطلق صاروخ ثان باتجاه سديروت. ولم ترد أنباء عن وقوع اصابات أو أضرار في أي من الهجومين.
11 مارس
بعد حلول الظلام، أطلق الفلسطينيون صاروخًا على مجلس شاعر هنيغف الإقليمي. سقطت المقذوفة في منطقة مفتوحة، ولم تتسبب في وقوع إصابات أو أضرار.
من 12 إلى 14 مارس
أطلق مقاتلون من حركة الجهاد الإسلامي في فلسطين 60 صاروخا على الأقل على مدن وبلدات إسرائيلية، في أعنف هجوم منذ عام 2012. ولم ترد أنباء عن وقوع اصابات مباشرة عدا إصابة سيدة تبلغ من العمر 57 عاما بجروح طفيفة أثناء اختبائها في سديروت. سقط ما لا يقل عن ثمانية صواريخ داخل المجتمعات، حيث انفجر أحدها بالقرب من محطة وقود والآخر بالقرب من مكتبة عامة. وهزت الانفجارات مدينتي سديروت ونتيفوت ودوت صفارات الانذار في مناطق بعيدة مثل بئر السبع.

## أبريل
في نيسان، سُجّل إطلاق 19 صاروخا و5 قذائف هاون في 14 هجوما باتجاه إسرائيل. تسببت هذه الهجمات في أضرار بالممتلكات، لكن لم تحدث وفيات أو إصابات.
1 أبريل
سمع السكان دوي انفجارات ضخمة. أُطلقت ثلاثة صواريخ باتجاه مدينة إيلات والتي اعترضتها القبة الحديدية.
3 أبريل
سمعت صفارة الإنذار الحمراء ثلاث مرات متتالية في المساء. لم يُبلغ عن أي سقوط للصواريخ، وبالتالي يُحتمل أنها سقطت داخل غزة.
4 أبريل
في مجلس حوف عسقلان الإقليمي، انفجر صاروخ في منطقة مكشوفة بالقرب من السياج الحدودي. ولم يُبلّغ عن وقوع إصابات أو أضرار.
5 أبريل
أُطلق من غزة صاروخ على إسرائيل. ولم يُبلّغ عن وقوع إصابات أو أضرار.
6 أبريل
سُمع في مجلس شعار هنيغف الإقليمي دوي انفجار قذيفة هاون. لم تُسمع صفارات الإنذار الحمراء مسبقًا، لم يُصب أحد ولم يُبلّغ عن أضرار.
9 أبريل
في وقت مبكر من بعد الظهر، أُطلقت صفارات الإنذار الحمراء لتنبيه السكان بإطلاق صاروخ من غزة في مجلس حوف عسقلان الإقليمي. سقط الصاروخ داخل قطاع غزة. في وقت لاحق من مساء اليوم، سقط صاروخ هاون على كيبوتس في مجلس شاعر هنيغف الإقليمي. تسبب في أضرار مادية، لكن لم يُصب أحد. لم تُسمع صفارة الإنذار الحمراء قبل هبوط الصواريخ.
13 أبريل
انفجرت قذيفة هاون في وقت مبكر جدا من الصباح بالقرب من السياج الأمني في ساحة مفتوحة قبل "الإنذار الأحمر". في ساعة متأخرة من الليل أُطلقت قذيفتا هاون أخريتان على جنود إسرائيليين يعملون على السياج الأمني في منطقة جنوب غزة. لم يُصب أحد.
16 أبريل
في ساعات الليل، أُطلقت عدة صواريخ على جنوب إسرائيل. ولم يُبلّغ عن وقوع إصابات أو أضرار.
21 أبريل
أُطلقت من غزة سبعة صواريخ على إسرائيل خلال اليوم الأخير من عيد الفصح. أصابت القذائف الثلاثة الأولى مناطق غير مأهولة في مجلس شاعر هنيغيف الإقليمي، مُفعّلة صفارات الإنذار "الرمز الأحمر". ولم ترد أنباء عن أضرار في الهجوم. تسبب صاروخان آخران في أضرار طفيفة في سديروت. وردت إسرائيل بقصف ثلاثة أهداف في قطاع غزة. واستهدفت «موقعا فارغاً في منطقة مخيم النصيرات بالقرب من مقر شركة الكهرباء في محافظة وسط قطاع غزة وأن غارة ثانية استهدفت أرضاً زراعية في محافظة خان يونس جنوبي القطاع».
23 أبريل
أُطلقت ثلاثة صواريخ من غزة باتجاه مجلسي حوف أشكلون وشعار هنيغف بعد انطلاق صفارات الإنذار. ولم ترد أنباء عن وقوع اصابات.
24 أبريل
انفجرت قذيفة هاون بالقرب من السياج الحدودي جنوب قطاع غزة. في وقت لاحق من اليوم انفجرت عبوة ناسفة بالقرب من قوة تابعة للجيش الإسرائيلي على الحدود الشمالية لغزة. ولم يُبلّغ عن وقوع إصابات أو أضرار

## مايو
خلال شهر مايو، أُطلقت 4 صواريخ و3 قذائف هاون من غزة في 5 هجمات باتجاه إسرائيل.
1 مايو
ضرب صاروخ منطقة مفتوحة في اشكول. لم يُصب أحد ولم يُبلّغ عن أضرار.
21 مايو
أُطلقت عدة قذائف هاون باتجاه قوات الجيش الإسرائيلي على حدود غزة. لا إصابات وأضرار في الهجوم.
23 مايو
انفجر صاروخ في منطقة مفتوحة في مجلس شاعر هنيغف الإقليمي. لا توجد تقارير عن أضرار أو إصابات.

## يونيو

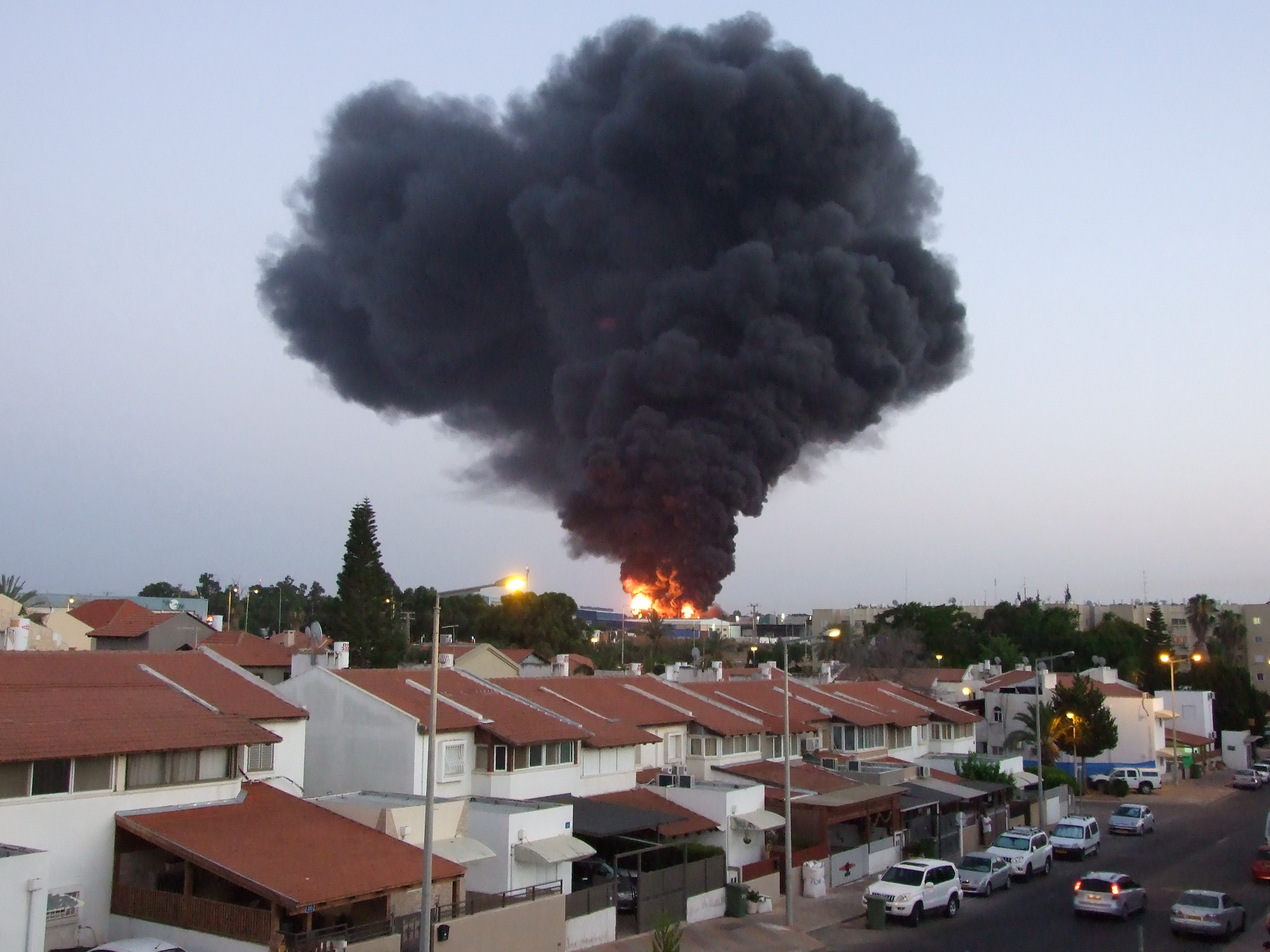
مصنع مشتعل في سديروت، أصيب بصاروخ من غزة في 28 حزيران / يونيو

طوال شهر يونيو/حزيران، أُطلق نحو 62 صاروخا و3 قذائف هاون من غزة في نحو 17 هجوما باتجاه إسرائيل. تسببت هذه الهجمات في أضرار بالممتلكات، لكن لم تحدث وفيات. وأصيب أربعة بجروح نتيجة اشتعال النيران جراء إطلاق صاروخ.
1 يونيو
أُطلق صاروخ في ساعة مبكرة من صباح الأحد على منطقة إشكول. وسقط الصاروخ في حقل ولم يُبلّغ عن وقوع اصابات.
11 يونيو
أصاب صاروخ أُرسل من غزة بصعوبة شريانًا رئيسيًا في جنوب إسرائيل حيث سقط في حقل ترابي قريب دون التسبب في أي إصابات.
14 يونيو
سقط صاروخان من بين ثلاثة صواريخ أُطلقت من غزة على مجلس حوف عسقلان الإقليمي بعد الظهر. ولم يُبلّغ عن وقوع إصابات أو أضرار.
15 يونيو
سُمع دوي سلسلة انفجارات في عسقلان في ساعات المساء. إطلاق 4 صواريخ من غزة، اعترضت القبة الحديدية 2 منها. وسقطت شظايا الصواريخ في أنحاء المدينة. ولم ترد تقارير عن وقوع اصابات أو أضرار مادية.
16 يونيو
سقط صاروخ من غزة في منطقة مكشوفة في منطقة عسقلان. لولم ترد تقارير عن وقوع اصابات أو أضرار مادية.
18 يونيو
أصاب صاروخان أُطلقا من غزة تجمعا لمجلس شاعر هنيغف الإقليمي وألحقا أضرارا طفيفة بمنشأة.
19 يونيو
أُطلق في ساعات المساء صاروخ من غزة. وضرب منطقة مفتوحة بالقرب من سديروت. وفي وقت لاحق أُطلق صاروخ على مدينة عسقلان. اعترضها بنجاح بواسطة القبة الحديدية.
20 يونيو
أُطلقت صفارة الإنذار الحمراء لتحذير السكان من إطلاق صاروخ من غزة في منطقة حوف عسقلان، لكن الصاروخ لم يصل إلى خارج قطاع غزة.
21 يونيو
أطلق نشطاء من غزة صاروخًا على مجلس حوف عسقلان الإقليمي في جنوب إسرائيل. لم تقع اصابات لكن أضرارا في طريق في حوف عسقلان. في ساعات المساء، أُطلقت ثلاثة صواريخ باتجاه المجالس الإقليمية سدوت نجيف وشعار هنيغف. انفجرت جميع الصواريخ في منطقة مفتوحة. ولم ترد أنباء عن وقوع أضرار أو اصابات.
24 يونيو
في وقت مبكر من المساء أطلق نشطاء من غزة عدة صواريخ على جنوب إسرائيل. اعترض نظام القبة الحديدية للدفاع الصاروخي صاروخين، حيث كانت الصواريخ ستصيب مناطق مأهولة. في مجلسي عسقلان وشعار هنيغف الإقليميين. مرة أخرى سقط صاروخ في الجنوب في مجلس سدوت النقب الإقليمي. ووقعت أضرار طفيفة لكن لم ترد أنباء عن وقوع إصابات.
27 يونيو
في ساعات الصباح، انفجرت قذيفة هاون بالقرب من السياج الحدودي الفاصل بين غزة وإسرائيل. لم يُصب أحد. ولحقت أضرار طفيفة بمركبة عسكرية كانت تعمل في المنطقة. في ساعات المساء، أُطلقت 6 صواريخ من قطاع غزة. وسمعت صفارات الإنذار في العديد من المناطق للتحذير من نيران واردة. سقطت 4 صواريخ في ساحة مفتوحة. اعترض نظام القبة الحديدية المضادة للصواريخ صاروخين، حيث كانت هذه الصواريخ ستسقط في مناطق مأهولة بالسكان في عسقلان.
28 يونيو
في ساعات المساء أُطلقت عدة صواريخ من قطاع غزة. أصاب صاروخان معملا صناعيا في سديروت مما أدى إلى اندلاع حريق. لم يُصب أحد بأذى جراء إطلاق الصواريخ، لكن المصنع احترق بالكامل. وانفجرت جميع الصواريخ الأخرى في منطقة مفتوحة في سدوت النقب.
29 يونيو
أُطلقت 4 صواريخ من غزة باتجاه جنوب إسرائيل في ساعات المساء. اعترضت القبة الحديدية صاروخين وسقطت الآخرين في منطقة مفتوحة بالقرب من السياج الحدودي.
30 يونيو
سُمعت صفارة الإنذار "الكود الأحمر" طوال الليل. أُطلق 16 صاروخا من غزة في ساعات الصباح الباكر. سقطت معظم الصواريخ في مناطق مفتوحة في منطقة مجلس إشكول الإقليمي. سقط البعض في منطقة مجلس سيدوت النقب الإقليمي. تسبب صاروخ واحد بأضرار طفيفة لمنزل. لم يُبلغ عن إصابة أي شخص. في وقت متأخر من الليل أطلق مسلحون من غزة صاروخًا على إسرائيل. سقط الصاروخ في منطقة مكشوفة في مجلس إشكول الإقليمي. ولم يُبلّغ عن وقوع إصابات أو أضرار.

## يوليو
في يوليو، زاد عدد الهجمات الصاروخية التي أُطلقت باتجاه إسرائيل من غزة بشكل كبير. وأُطلق ثمانين صاروخًا في 7 يوليو / تموز. في اليوم التالي، شنت إسرائيل الحرب على غزة.
| التاريخ  | إطلاق الصواريخ | إطلاق الصواريخ | إطلاق الصواريخ        | إطلاق الصواريخ        | إطلاق الصواريخ        | إطلاق الصواريخ        | إطلاق الصواريخ    | تأثير الصواريخ | تأثير الصواريخ | عدوان إسرائيل | عدوان إسرائيل | ملاحظات                                                 |
| التاريخ  | صواريخ         | القذائف        | التأثيرات على إسرائيل | التأثيرات على إسرائيل | التأثيرات على إسرائيل | التأثيرات على إسرائيل | التأثيرات على غزة | قتلى           | إصابات         | قتلى          | إصابات        | ملاحظات                                                 |
| التاريخ  | صواريخ         | القذائف        | غير مصنف              | المناطق المفتوحة      | اعترضت                | مناطق عمرانية         | التأثيرات على غزة | قتلى           | إصابات         | قتلى          | إصابات        | ملاحظات                                                 |
| -------- | -------------- | -------------- | --------------------- | --------------------- | --------------------- | --------------------- | ----------------- | -------------- | -------------- | ------------- | ------------- | ------------------------------------------------------- |
| 1 يوليو  | 4              | 5              |                       | 3                     | —                     | 3                     | 3                 | —              | —              | 2             | 4             | [ 74 ]                                                  |
| 2 يوليو  | 13             | 6              | 1                     | 19                    | 1                     | —                     | —                 | —              | —              |               |               | [ 75 ]                                                  |
| 3 يوليو  | 13             |                | مجهول                 |                       |                       |                       |                   |                |                |               |               | [ 76 ] [ 77 ] [ 78 ] [ 79 ] [ 80 ]                      |
| 4 يوليو  | 21             | 4              | مجهول                 |                       |                       |                       |                   |                |                |               |               | [ 81 ] [ 82 ] [ 83 ] [ 84 ] [ 85 ] [ 86 ] [ 87 ] [ 88 ] |
| 5 يوليو  | 11             | 6              | مجهول                 |                       |                       |                       |                   |                |                |               |               | [ 89 ] [ 90 ] [ 91 ]                                    |
| 6 يوليو  | 30             |                | مجهول                 |                       |                       |                       |                   |                |                | 2             |               | [ 92 ] [ 93 ]                                           |
| 7 يوليو  | 80             |                | مجهول                 |                       |                       |                       |                   |                |                | 2             | 1             | [ 7 ]                                                   |
| 8 يوليو  | 156            |                | 117                   |                       |                       |                       |                   |                |                | 24            | 19            | [ 94 ]                                                  |
| 9 يوليو  | 130            |                | 90                    |                       |                       |                       |                   |                |                | 38            | 280           | [ 95 ]                                                  |
| 10 يوليو | 197            |                | 141                   |                       |                       |                       |                   |                | 1              | 23            | 230           | [ 96 ]                                                  |
| 11 يوليو | 138            |                | >107                  |                       |                       |                       |                   |                | 7              | 23            | 170           | [ 71 ]                                                  |
| 12 يوليو | 125            |                | 117                   |                       |                       |                       |                   |                | 2              | 48            | 235           | [ 71 ]                                                  |
| 13 يوليو | 150            |                | 102                   |                       |                       |                       |                   |                |                | 13            | 149           | [ 71 ]                                                  |
| 14 يوليو | 122            |                | >92                   |                       |                       |                       |                   |                | 3              | 16            | 177           | [ 71 ]                                                  |
| 15 يوليو | 146            |                | 122                   |                       |                       |                       |                   | 1              | 4              | 10            | 140           | [ 71 ]                                                  |
| 16 يوليو | 110            |                | 82                    |                       |                       |                       |                   |                |                | 25            | 124           | [ 71 ]                                                  |
| 17 يوليو | 162            |                | >118                  |                       |                       |                       |                   | 1              | 21             | 160           | [ 71 ]        |                                                         |
| 18 يوليو | 124            |                | 87                    |                       |                       |                       |                   |                |                | 54            | 235           | [ 71 ]                                                  |
| 19 يوليو | 116            |                | 88                    |                       |                       |                       |                   |                | 6              | 50            | 480           | [ 71 ] [ 97 ]                                           |
| 20 يوليو | 87             |                | 70                    |                       |                       |                       |                   |                |                | 122           | 300           | [ 97 ] [ 98 ]                                           |
| 21 يوليو | 139            |                | 116                   |                       |                       |                       |                   |                |                | 116           | 545           | [ 97 ] [ 98 ]                                           |
| 22 يوليو | 90             |                | 70                    |                       |                       |                       |                   |                | 1              | 52            | 455           | [ 99 ] [ 100 ]                                          |
| 23 يوليو | 98             |                | 70                    |                       |                       |                       |                   |                |                | 71            | 460           | [ 71 ] [ 97 ]                                           |
| 24 يوليو | 63             |                | 47                    |                       |                       |                       |                   | 1              | 1              | 91            | 570           | [ 97 ]                                                  |
| 25 يوليو | 80             |                | مجهول                 |                       |                       |                       |                   |                |                | 59            | 50            | [ 71 ]                                                  |
| 26 يوليو | 22             |                | 16                    |                       |                       |                       |                   |                |                | 58            | 60            | [ 71 ] [ 97 ]                                           |
| 27 يوليو | 71             |                | 50                    |                       |                       |                       |                   |                | 1              | 12            | 1000          | [ 71 ] [ 97 ]                                           |
| 28 يوليو | 66             |                | دون تقرير             |                       |                       |                       |                   | 4              | 7              | 74            | 610           | [ 71 ]                                                  |
| 29 يوليو | 79             |                | دون تقرير             |                       |                       |                       |                   |                |                | 118           | 270           | [ 71 ]                                                  |
| 30 يوليو | 141            |                |                       |                       |                       |                       |                   |                |                | 107           | 450           |                                                         |
| 31 يوليو | 95             |                |                       |                       |                       |                       |                   | 5              | 7              | 60            | 630           |                                                         |

1 يوليو.
في ساعات الصباح، أُطلق 4 صواريخ أخرى. سقط أحدهم في منطقة مكشوفة في سدوت النقب. كما تسبب آخر في إلحاق أضرار بعدة مركبات في مجلس إشكول الإقليمي. وانفجر صاروخ ثالث في منطقة مجلس حوف عسقلان الإقليمي. ولم ترد أنباء عن وقوع إصابات. تسبب الصاروخ الرابع في اندلاع حريق بالقرب من مصنع تعبئة في اشكول. على الرغم من أنه يبدو أن النار قد أطفئت، إلا أنها انتشرت. حاولت طائرات الإطفاء والفرق الإضافية إيقاف النيران. ولم ترد أنباء عن وقوع إصابات. أُطلق في ساعات المساء وابلا من قذائف الهاون على منطقة مجلس إشكول الإقليمي. لم يكن هناك إنذار أحمر مسبقًا، لكن سمع دوي انفجارات. وتقوم القوات الأمنية بتفتيش المنطقة. لا توجد تقارير عن إصابات أو أضرار.
2 يوليو.
بعد منتصف الليل بقليل، انفجرت قذيفتا هاون في مناطق مفتوحة في مجلس إشكول الإقليمي. لم يُبلّغ عن أضرار أو إصابات. وأطلقت ثلاث قذائف هاون بعد ظهر اليوم باتجاه نفس المنطقة. انفجر كل شيء في الحقول المفتوحة. لم يُبلّغ عن إصابات أو أضرار. ومرة أخرى أطلقت أربع قذائف هاون على مجلس إشكول الإقليمي. لم يصب أحد ولم يُبلّغ عن اضرار. في المساء، سُمع إنذار أحمر في منطقة عسقلان. اعترض نظام القبة الحديدية للدفاع الصاروخي أحد الصواريخ، وانفجر أحد الصواريخ في مكان مفتوح. انطلقت صفارات الإنذار الحمراء في المجالس الإقليمية إشكول وشعار هنيغف. بعد دقائق من سقوط صاروخين في مناطق مفتوحة حولها. أطلقت خمسة صواريخ على مجلس سدوت النقب الإقليمي، وثلاثة صواريخ باتجاه أوفاكيم. أسقطت القبة الحديدية أحدهم، بينما اصطدم الآخرون بحقول مفتوحة. لم يُبلّغ عن أي أضرار أو إصابات. أُطلق صاروخ على مجلس إشكول الإقليمي. لا أضرار ولا إصابات.
3 يوليو.
بعد منتصف الليل بساعة واحدة سمعت صفارات الإنذار باللون الأحمر في مجلس سديروت وشعار هنيغف الإقليمي. انفجر صاروخ في سديروت. لم يصب أحد بأذى، لكن تضررت الهياكل. في ساعات الليل والصباح، أُطلق أكثر من 10 صواريخ باتجاه جنوب إسرائيل. أصابت أربعة منها منازل في سديروت. كان أحدهم معسكرًا صيفيًا، لكن الصاروخ لم ينفجر ولم يصب أحد. في وقت مبكر من بعد الظهر، انفجر صاروخ من غزة بالقرب من المنطقة الصناعية في سديروت. ولم ترد أنباء عن وقوع إصابات أو اضرار. سقط صاروخ آخر في منطقة مفتوحة بالقرب من أوفاكيم. أُطلقت صفارات الإنذار باللون الأحمر لتنبيه السكان بإطلاق صواريخ من غزة في سديروت ومجلس شاعر هنيغف الإقليمي في المساء ثم مرة أخرى في سديروت ومجلس إشكول الإقليمي
4 يوليو.
أُطلقت صباح اليوم ثلاثة صواريخ باتجاه مدينة سديروت. اعترضت القبة الحديدية صاروخًا كان سيصيب المدينة. ولم يُبلّغ عن وقوع إصابات أو أضرار. وحوالي الظهر، انفجرت قذيفتا هاون أطلقت من قطاع غزة بالقرب من تجمع سكاني في مجلس إشكول الإقليمي. ولم ترد أنباء عن وقوع إصابات أو اضرار. في فترة ما بعد الظهر، سقط صاروخ من غزة على الجانب الإسرائيلي من السياج الحدودي، وكان يستهدف قوات الجيش الإسرائيلي. بعد ذلك بوقت قصير اعترضت القبة الحديدية صاروخين كان من الممكن أن يصيب أوفاكيم. سقط آخر في الحقل المفتوح حوله. كما أطلقت عدة قذائف هاون باتجاه كرين شالوم، لكن سقطت واحدة فقط في الأراضي الإسرائيلية. أُطلق صاروخ على مجلس إشكول الإقليمي، وسقط بالقرب من السياج الحدودي. وسقط صاروخ آخر في منطقة مفتوحة. سقطت خمسة صواريخ أخرى على حقول مفتوحة في إشكول. وسقط صاروخ آخر على إسرائيل في منطقة سديروت المفتوحة. أصاب 25 صاروخا إسرائيل اليوم.
5 يوليو.
في الصباح، انفجر صاروخ أُطلق من غزة في منطقة مفتوحة في مجلس إشكول الإقليمي. ولم ترد أنباء عن وقوع إصابات. أُطلق بعد ظهر اليوم وابل من الصواريخ وقذائف الهاون باتجاه جنوب إسرائيل. انفجر صاروخان وأربع قذائف هاون في مجلس إشكول الإقليمي، وأصيب جندي إسرائيلي بجروح طفيفة من شظايا. انطلق صوت إنذار من صاروخ اللون الأحمر في أوفاكيم ومجلس مرحافيم الإقليمي، وبعد وقت قصير من إطلاق وابل من الصواريخ باتجاه أوفاكيم، وهي مدينة بعيدة نسبيًا عن قطاع غزة. أعترضت القبة الحديدية أحدهما، وسقط الآخرون في مناطق مفتوحة. في ساعات المساء، استمر إطلاق الصواريخ على جنوب إسرائيل. اعترضت القبة الحديدية ثلاثة صواريخ فوق مجلس هوف أشكلون الإقليمي. سقطت قذيفتا هاون على مجلس أشكول الإقليمي. صاروخ آخر أصاب شاعر هنيغف. وأطلق صاروخ على بئر السبع عاصمة النقب، اعترضته القبة الحديدية. كانت هذه هي المرة الأولى منذ الحرب على غزة عام 2012 التي يستهدف مسلحون في غزة عاصمة النقب.
6 يوليو.
وحوالي الظهر، انفجر صاروخ أُطلق من غزة بالقرب من بلدة في مجلس شاعر هنيغف الإقليمي. ولم ترد أنباء عن وقوع إصابات أو اضرار. في ساعات الصباح أُطلق صاروخين باتجاه مدينة سديروت. سقطا في مناطق مفتوحة. في وقت الظهيرة، سقط أكثر من ثلاثة صواريخ على مناطق مفتوحة في مجلس حوف عسقلان الإقليمي. في وقت مبكر من بعد الظهر، سقطت أربعة صواريخ على الأقل على كيبوتس في مجلس شاعر هنيغف الإقليمي. ولم يُبلّغ عن وقوع إصابات أو أضرار. سقط صاروخان من غزة في اشكول. تسبب أحد الصواريخ في حريق صغير أُخمد بسرعة. أصاب صاروخان مجلس شاعر هنيغف الإقليمي. في فترة ما بعد الظهر والمساء أُطلق أكثر من 25 صاروخا من غزة باتجاه جنوب إسرائيل.
7 يوليو.
في الصباح، انفجر صاروخ أُطلق من غزة على تجمع سكاني في مجلس إشكول الإقليمي. أصيب جندي بجروح طفيفة. ولحقت أضرار بعدة سيارات. وانفجر صاروخ آخر في منطقة مفتوحة. قبل إنذار الكود الأحمر، انفجر صاروخ في منطقة مكشوفة في بئر السبع، إحدى أكبر مدن إسرائيل، على بعد 50 كيلومترًا من قطاع غزة. ولم ترد أنباء عن وقوع إصابات. في وقت الظهيرة، انفجر صاروخان في جنوب إسرائيل. اعترضت القبة الحديدية أحدهما فوق كيبوتس محلي، والثاني سقط في منطقة مفتوحة. ولم ترد أنباء عن وقوع إصابات. سقط صاروخان آخران في مناطق مكشوفة تابعة لمجلس إشكول الإقليمي. سقطت صواريخ أخرى على مجلس منطقة إشكول، فارتفع عدد الصواريخ إلى 9. عدة مرات سمع إنذار الرمز الأحمر في منطقتي إشكول وشعار هنيغف. ومنذ منتصف الليل سقط 33 صاروخا وقذيفة هاون على إسرائيل. في المساء أُطلق الفلسطينيون وابلا من 20-30 صاروخا على جنوب إسرائيل. لم ترد تقارير فورية عن وقوع إصابات. في هذا الهجوم، اعترض نظام دفاع القبة الحديدية سبعة صواريخ فوق أشدود وخمسة صواريخ فوق نتيفوت. أعلن الجناح العسكري لحركة حماس، عز الدين القسام، رسميا مسؤوليته عن وابل من إطلاق الصواريخ. يزعمون أنهم أطلقوا حوالي 100 صاروخ في غضون بضع دقائق على جنوب إسرائيل. وانفجرت ثلاثة صواريخ أخرى في منطقة مفتوحة بالقرب من سديروت وشعار هنيغف. القبة الحديدية تسقط صاروخاً فوق سديروت. انفجر صاروخ من الدرجة الأولى في بلدة مجاورة لكريات ملاخي مما تسبب في أضرار. أطلق فلسطينيون اليوم 80 صاروخا من غزة باتجاه إسرائيل.
8 يوليو.

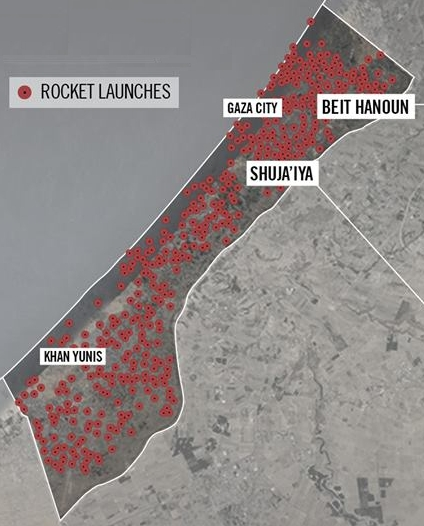
مواقع الصواريخ التي أُطلقت من 8 يوليو إلى 31 يوليو.

أُطلق 157 صاروخا من غزة. في ساعة مبكرة من فجر اليوم، انفجر صاروخ في منطقة مكشوفة في مجلس حوف عسقلان الإقليمي. اعترضت القبة الحديدية صاروخ أُطلق من غزة فوق منطقة سديروت.
بعد تزايد الهجمات الصاروخية القوية في الأيام السابقة من غزة باتجاه التجمعات السكانية الجنوبية لإسرائيل، أعلن الجيش الإسرائيلي عن بدء شن الحرب على غزة لوقف الهجمات التي يواجهها المواطنون الإسرائيليون بشكل يومي كما يدعي.
سقوط صاروخ بالقرب من منزل فارغ في منطقة مجلس حوف عسقلان الإقليمي، واندلاع حريق في مكان قريب. وانفجار صاروخان إضافيان في مناطق مفتوحة بين أشدود وعسقلان. من بين آخر 16 صاروخا أطلقت باتجاه إسرائيل، اعترضت القبة الحديدية 5 صواريخ فوق أشدود وعسقلان. انفجر صاروخ في منطقة مكشوفة جنوب أشدود. وأعلنت حركة الجهاد الإسلامي، ثاني أبرز جماعة مسلحة في قطاع غزة بعد حماس، مسؤوليتها عن 60 صاروخا على الأقل أُطلق على إسرائيل. اعترضت القبة الحديدية صاروخا فوق عسقلان. انفجرت ثلاثة صواريخ في مناطق مفتوحة في مجلس إشكول الإقليمي. انفجرت خمسة صواريخ أخرى في مناطق مفتوحة في مجلس إشكول الإقليمي. انطلق تنبيه باللون الأحمر في أشدود. من المرجح أن اعترضت القبة الحديدية الصاروخ فوق المدينة. اعترضت القبة الحديدية صاروخاً واحداً فوق بئر السبع. وانفجر صاروخ ثان في منطقة مكشوفة خارج المدينة. اعترضت القبة الحديدية صاروخين فوق مدينة عسقلان. سقط صاروخان آخران في مناطق مفتوحة في مجلس إشكول الإقليمي. ولم ترد أنباء عن وقوع إصابات أو اضرار. كما سُمع صوت صفارات الإنذار الأحمر فوق شاعر هنيغف وعسقلان مع انفجار صاروخ في منطقة مكشوفة في سدوت هنيغف. أسقطت القبة الحديدية صاروخاً فوق عسقلان. اعترضت بطارية القبة الحديدية صاروخًا فوق جيديرا. ظهر الرمز الأحمر في تل أبيب لأول مرة منذ الحرب على غزة في عام 2012. اعترضت القبة الحديدية الصاروخ جنوب تل أبيب. الجهاد الإسلامي تتحمل مسؤولية إطلاق صاروخ باتجاه تل أبيب. لا تُفتح الملاجئ العامة فقط في جنوب إسرائيل، ولكن أيضًا في المدن الكبرى في وسط إسرائيل، مثل تل أبيب والقدس. بلدية تل أبيب تعمل الآن بموجب إجراءات الطوارئ. اعتراض القبة الحديدية لصاروخ فوق عسقلان. مرة أخرى صفارات الإنذار الأحمر في تل أبيب، جفعتايم، ريشون لتسيون. اعترضت القبة الحديدية  الصواريخ فوق منطقة تل أبيب الحضرية. وابل من الصواريخ بعيدة المدى أطلقت من شمال قطاع غزة. صفارات الإنذار تدوي في جميع أنحاء إسرائيل. بما في ذلك القدس وتل أبيب. أُطلق حوالي 30 صاروخًا على إسرائيل في أحدث وابل،  منها 7 على الأقل كانت صواريخ بعيدة المدى. سقوط صاروخ على منزل في مجلس ماتيه يهودا الإقليمي بمحافظة القدس. وقوع إصابات. انفجار صاروخ في منطقة القدس. لا إصابات أو أضرار. الجيش الإسرائيلي يؤكد أن صاروخا أُطلق من غزة أصاب مدينة الخضيرة،على بعد 100 كيلومتر من غزة. الصاروخ الذي أصاب الخضيرة هو صاروخ من نوع إم-302، مشابه للصاروخ الذي عُثر عليه على متن السفينة كلوس سي، حسب الرواية الإسرائيلية. اعترضت القبة الحديدية صواريخ فوق مدينة ريشون لتسيون القريبة من تل أبيب. انفجر صاروخ في منطقة مكشوفة بالقرب من بسغات زئيف في القدس الشرقية. اعترضت القبة الحديدية  صاروخاً واحداً على الأقل فوق جنوب تل أبيب. صاروخ ينفجر قرب مفرق نيزانيم جنوبا. وقوع إصابات. عُثر على صاروخ من الدرجة الأولى في أشدود. وقوع إصابات. بعد انفجار صاروخ بالقرب من ريشون لتسيون شب حريق. وقوع إصابات.
سقط 117 صاروخا على إسرائيل خلال الـ 24 ساعة الماضية، واعترضت القبة الحديدية 29 صاروخا آخر.
9 يوليو.
أُطلق 130 صاروخا من غزة. أُطلق صاروخ على مجلس إشكول الإقليمي بعد منتصف الليل بقليل. اعترضت القبة الحديدية صاروخين على الأقل فوق بئر السبع. انفجرت ثلاثة صواريخ في مناطق مكشوفة حول المكان. وقوع إصابات. في حوالي الساعة الثامنة والنصف صباحًا بالتوقيت المحلي، انطلقت صفارات الإنذار في 20 بلدة مختلفة في إسرائيل، لذلك سمعت في تل أبيب وموديعين وريشون لتسيون وأشدود وعسقلان ورحوفوت ومجلس إشكول الإقليمي وشعار هنيغف.. اعترضت القبة الحديدية خمسة صواريخ فوق منطقة تل أبيب. اعترضت القبة الحديدية 3 صواريخ فوق مدينة عسقلان. منذ الساعات الأولى من صباح الأربعاء، انفجر 22 صاروخا في النقب وحفل لخيش (جزء من جنوب شفيلا). أطلقت قذائف صاروخية باتجاه مجلس إشكول الإقليمي، وانفجر صاروخان في مناطق مفتوحة. اعترضت القبة الحديدية مرة أخرى 3 صواريخ فوق أشدود. تسبب انفجار صاروخي في اندلاع حريق في مجلس إقليم شافير. انفجر صاروخان في مجلس إشكول الاقليمي ولم يُبلّغ عن وقوع إصابات. انفجرت ثلاثة صواريخ في منطقة مكشوفة في كريات ملاخي وبئر طوفيا. ولم ترد أنباء عن وقوع إصابات. انفجر صاروخ في منطقة مفتوحة في مجلس شاعر هنيغف الإقليمي. اعترضت القبة الحديدية 3 صواريخ فوق كريات جات. اعتراض صاروخ القبة الحديدية فوق سديروت. انفجر صاروخان في مجلس حوف هكرمل الإقليمي. تسبب انفجار صاروخ في اندلاع حريق في حقل قرب سديروت. سقطت أربعة صواريخ في مجلس إشكول الإقليمي، تسبب أحدها في اندلاع حريق، وأُخمد بعد فترة وجيزة. أطلقت القبة الحديدية صاروخاً أُطلق باتجاه عسقلان. اعترضت القبة الحديدية  صواريخ على مجلس اماتيه يهودا الإقليمي. انطلقت صفارات الإنذار في حولون وبات يام وريشون لتسيون وتل أبيب. اعترضت القبة الحديدية صاروخا فوق تل أبيب. سقوط ستة صواريخ في مناطق مكشوفة في اشكول. وقوع إصابات. سقوط صاروخ في منطقة مكشوفة في مجلس سدوت النقب الإقليمي. وانفجرت ثلاثة صواريخ أخرى في اشكول، وأصيب أحدها بمنزل ولم تقع إصابات. انفجرت ثلاثة صواريخ في مناطق مفتوحة في مجلس مرحافيم الإقليمي. سقوط صاروخ في منطقة مكشوفة في مجلس سدوت النقب الإقليمي. سقطت قذيفتا هاون على منزل ومبنى في بلدة شاعر هنيغف. اعترضت القبة الحديدية  الصواريخ فوق عسقلان. وسمعت صفارات الإنذار في ديمونا، وهي موقع مفاعل نووي، ويروحام لأول مرة منذ بداية عملية الجرف الصامد. أُطلق ثلاثة صواريخ. أعترضت القبة الحديدية أحدها، وسقط الآخران ي مناطق مفتوحة. ولم يكن هناك ما يشير إلى أن الصواريخ ألحقت أضرارا بأي جزء من المفاعل. اعترضت القبة الحديدية  الصواريخ فوق منطقة رحوفوت. حريق في مجلس حوف أشكلون الإقليمي إثر انفجار صاروخ في منطقة مكشوفة. انفجر صاروخ في منطقة مفتوحة في يروحام، وتسبب في حرائق غابات. حقق نظام الدفاع الصاروخي القبة الحديدية نسبة نجاح تقارب 90 بالمائة منذ ليلة الاثنين، وهو تحسن عن أدائه خلال الحرب في نوفمبر 2012 انفجر الصاروخ في منطقة مفتوحة في نتيفوت. صوت صفارات الإنذار في العديد من المواقع المختلفة. بعد وقت قصير من إطلاق 15 صاروخا على إسرائيل. أُعترضوا جميعًا أو سقطوا في مناطق مفتوحة.
أُطلق اليوم أكثر من 100 صاروخ من غزة. 82 صاروخا على إسرائيل، 21 صاروخا اعترضتها القبة الحديدية.
10 يوليو.
أطلق 197 صاروخًا من غزة بعد منتصف الليل بقليل، اعترضت القبة الحديدية صاروخين فوق كريات ملاخي. نفقت عشر بقرات جراء انفجار صاروخ في مجلس بئر طوفيا الإقليمي ‏. اعترضت القبة الحديدية 3 صواريخ فوق بئر السبع. أسقطت القبة الحديدية صاروخين آخرين فوق بئر السبع، وسقط آخر في منطقة مفتوحة. ولم ترد أنباء عن وقوع اصابات. اعترضت القبة الحديدية عددا من الصواريخ التي كانت تستهدف عسقلان. اعترض أربعة صواريخ فوق تل أبيب. وأعقبت صفارات الإنذار انفجارات على الأرجح، كان من المرجح أن يكون صوت الصاروخ قد اعترض. وسقطت شظايا كبيرة في شوارع جنوب تل أبيب. ولم ترد أنباء عن وقوع اصابات. اعترض الحديد صاروخين في وسط إسرائيل. انفجر صاروخ أطلق من غزة في منطقة مفتوحة في منطقة مجلس رحافيم الإقليمي. ولم ترد أنباء عن وقوع اصابات. اعترضت القبة الحديدية صاروخًا فوق مجتمع نتيفوت. سقط اثنان في مناطق مفتوحة قريبة. سقط صاروخ أطلق من غزة في منطقة مفتوحة في مجلس سدوت النقب الإقليمي مما تسبب في حريق في الأجمة. لم يصب أحد. سقطت قذيفتا هاون من غزة على اشكول. ولم ترد أنباء عن وقوع اصابات. سقط صاروخ في حديقة منزل في منطقة نتيفوت جنوب إسرائيل. أصيبت امرأة بجروح طفيفة في الهجوم. سقطت ثلاثة صواريخ في منطقة مفتوحة في سديه بوكير في النقب بعد أن انفجرت صافرات الإنذار كود رد في وقت سابق في ديمونا، يروحام ومتسبيه رامون. في وقت الظهيرة، انطلقت صفارة الإنذار باللون الأحمر في منطقة تل أبيب الكبرى. وسُمع دوي انفجارين مسموعين على الأقل عقب الإنذار. سقط صاروخان في منطقة مجلس أشكول الإقليمي. ولم يبلغ عن وقوع إصابات أو أضرار. سقط صاروخان في منطقة مجلس أشكول الإقليمي. ولم يبلغ عن وقوع إصابات أو أضرار. اشتعلت النيران في حقل قمح في امجلس شاعر هنيغف الإقليمي بسبب صاروخ. أطلقت صواريخ باتجاه منطقة تل أبيب وسقطت في منطقة غير مأهولة. ولم يبلغ عن وقوع إصابات أو أضرار. واطلق نحو 20 صاروخا على وسط وجنوب اسرائيل. اعترضت القبة الحديدية ثمانية منهم فوق منطقة شفيلا (سفوح يهودا). وسمع دوي انفجارات في تل ابيب. أدى إطلاق صاروخ باتجاه منطقة مرحافيم في الجنوب إلى اندلاع حريق في الأجمة. كان رجال الإطفاء في مكان الحادث. اعترضت القبة الحديدية ثلاثة صواريخ فوق بئر السبع. القبة الحديدية تسقط صاروخاً فوق مجلس سدوت النقب الإقليمي. اعترضت القبة الحديدية صاروخين فوق أشدود. انفجر صاروخ في منطقة مكشوفة في إشكول مما ادى الى اندلاع حريق. أصابت 3 قذائف هاون منطقة مفتوحة في إشكول مما تسبب في اندلاع حريق مرة أخرى. اعترضت القبة الحديدية صاروخا فوق عسقلان. انفجر صاروخ خارج بلدة في اشكول. ولم ترد أنباء عن وقوع اصابات. سقوط صاروخ في منطقة مكشوفة في مجلس سدوت النقب الإقليمي. انفجر صاروخ في منطقة سديروت وألحق أضرارا بالسيارات المجاورة. سقط صاروخ في سوق الرملة مما أدى إلى إصابة رجل. سقطت أربعة صواريخ في منطقة مكشوفة تابعة للمجلس الإقليمي سدوت النقب. سقطت تسعة صواريخ في مجلس إشكول الإقليمي، اثنان منها سقطتا في بلدة. ولم ترد أنباء عن وقوع اصابات لكن تضررت طريقا. ضرب صاروخ منزلا في مجلس شاعر هنيغف الإقليمي. ولم ترد أنباء عن وقوع اصابات. في وقت مبكر من المساء، أفاد سكان تل أبيب عن سماع انفجارين، على الرغم من عدم سماع صفارات الإنذار. أفادت الأنباء في وقت لاحق أن منظومة القبة الحديدية الدفاعية اعترضت عددا من الصواريخ باتجاه منطقة تل أبيب الكبرى. وابل من الصواريخ استهدف منطقة أشدود. اعترضت القبة الحديدية الصوريخ عدة مرات. أُطلق عدد من الصواريخ على المنطقة مرة أخرى بعد دقائق. ضرب منزل. أصيب جنديان، أحدهما إصابته متوسطة والآخر طفيفة، بقذيفة هاون إشكول. سقط صاروخ على منزل في امجلس شاعر هنيغف الإقليمي ولم يبلغ عن وقوع اصابات. اعترضت القبة الحديدية صاروخين فوق القدس. وردت أنباء عن انفجارات مدوية في جوش دان. اعترضت القبة الحديدية ستة صواريخ فوق غوش دان. جرح أربعة أشخاص إثر إطلاق صاروخ على بئر السبع. سقط صاروخ بالقرب من صالة للألعاب الرياضية في بئر السبع، وعُولج العديد من الأشخاص من القلق. أُطلق وابل من 20 صاروخا بعيد المدى باتجاه النقب. سقوط صواريخ على التجمعات البدوية في اللقية والعروع ؛ ولم يبلغ عن وقوع اصابات. اعترضت القبة الحديدية صاروخين فوق كريات ملاخي. انفجر صاروخ في منطقة مكشوفة في جان يفنه. في أشدود أصيب منزل بجروح مباشرة. اندلع حريق وانفجرت صهاريج غاز قريبة. كما أدت الإصابة المباشرة إلى اشتعال النار في سيارة. ولم ترد أنباء عن وقوع اصابات. سقطت ثلاثة صواريخ في منطقة مكشوفة في سدوت النقب.
أُطلق اليوم 192 صاروخًا باتجاه إسرائيل. وضرب 141 صاروخا إسرائيل، واعترضت القبة الحديدية 44 صاروخا آخر.
11 يوليو.
أُطلق 137 صاروخا من غزة. اعترضت القبة الحديدية صاروخا فوق عسقلان. أطلقت صواريخ من غزة على حيفا، الخضيرة وزخرون يعقوب. ولم يتضح بعد عدد الصواريخ التي أطلقت أو اين سقطت. أطلقت وابل من الصواريخ من قطاع غزة على جنوب ووسط إسرائيل. أصاب أحد الصواريخ خزان وقود بجوار محطة وقود في أشدود، مما تسبب في أضرار جسيمة واندلاع حريق. ونقل ثمانية أشخاص الى مستشفى قريب أحدهم اصابته خطيرة.
12 يوليو.
أُطلق 125 صاروخا من غزة.
13 يوليو.
أُطلق 130 صاروخا من غزة.
14 يوليو.
أُطلق 115 صاروخا من غزة.
15 يوليو.
أُطلق 156 صاروخا من غزة.
16 يوليو.
أُطلق 132 صاروخا من غزة.
17 يوليو.
أُطلق 162 صاروخا من غزة.
18 يوليو.
أُطلق 124 صاروخا من غزة.
19 يوليو.
أُطلق 116 صاروخا من غزة، قتل أحدها إسرائيليا في قرية بدوية بالقرب من ديمونا.
20 يوليو.
أُطلق 87 صاروخا من غزة.
21 يوليو.
أُطلق 82 صاروخا من غزة، أعترضت القبة الحديدية 14 منها.أُبلغ عن قصف صاروخي في سديروت، عسقلان، بالقرب من روش حايين، وفي شاعر هنيغف، مما تسبب في تدمير روضة أطفال فارغة.
22 يوليو.
أُطلق 87 صاروخا من غزة، أُعترض 18 منها.
23 يوليو.
أُطلق 98 صاروخا من غزة. قتل عامل أجنبي في عسقلان بصاروخ.
24 يوليو.
أُطلق 63 صاروخا من غزة.
25 يوليو.
أُطلق 80 صاروخا من غزة.
26 يوليو.
أُطلق 22 صاروخا من غزة.
27 يوليو.
أُطلق 71 صاروخا من غزة.
28 يوليو.
أُطلق 66 صاروخا من غزة.
29 يوليو.
أُطلق 79 صاروخا من غزة.
30 يوليو.
أُطلق 141 صاروخا من غزة.
31 يوليو.
قتل خمسة جنود إسرائيليين في هجوم بقذائف الهاون من قبل حماس في منطقة اشكول

## أغسطس
2 أغسطس
قصفت كتائب عز الدين القسام تل أبيب بثلاثة صواريخ من طراز إم 75 وحيفا بصاروخ من طراز آر 160، وأصيب جنديان إسرائيليان في قصف بمدافع الهاون على منطقة أشكول العسكرية من قطاع غزة، وإصابة إسرائيلي ثالث في قصف صاروخي منفصل لأشكول، وتحدثت مصادر إسرائيلية عن اعتراض القبة الحديدية لبعض الصواريخ.
8 أغسطس
خلال الليل عند الساعة 4:02،  أطلق الفلسطينيون صاروخًا على مجلس إشكول الإقليمي قبل ساعات من انتهاء وقف إطلاق النار،  لكن مسؤولي حماس نفوا الاتهامات بإطلاق صاروخ وفي الصباح، استأنفت الفصائل الفلسطينية قصف مدن إسرائيلية بالصواريخ عقب انتهاء الهدنة وذلك دون وجود اتفاق على تمديدها.
20 أغسطس
أُطلق 168 صاروخًا باتجاه إسرائيل، وهو أعلى رقم منذ بدء الحرب على غزة.
| إطلاق الصواريخ | إطلاق الصواريخ | تأثير الصواريخ | تأثير الصواريخ | انتقام إسرائيل | انتقام إسرائيل |
| صواريخ         | مدافع الهاون   | قتلى           | مصاب           | قتلى           | مصاب           |
| -------------- | -------------- | -------------- | -------------- | -------------- | -------------- |
| 950            |                | 2              | 19             | 540            | 1٬913          |

## سبتمبر
16 سبتمبر
أُطلقت قذيفة هاون من غزة على منطقة بالقرب من إشكول وسدوت النقب.

## اكتوبر
31 أكتوبر
أُطلق صاروخ من غزة باتجاه جنوب إسرائيل دون إلحاق أضرار.

## ديسمبر
19 ديسمبر
أُطلق صاروخ من غزة باتجاه إسرائيل، وانفجر في منطقة مفتوحة بالقرب من مجلس إشكول الإقليمي. ولم يُبلّغ عن وقوع إصابات أو أضرار. وردا على ذلك، قصف الجيش الإسرائيلي في اليوم التالي موقعا تابعا لحركة حماس في جنوب قطاع غزة بالقرب من خان يونس. أفاد وزير الدفاع الإسرائيلي موشيه يعلون أن الهدف كان مصنعًا لإنتاج الأسمنت الذي سيُستخدم في بناء الأنفاق.